# حاجی‌آباد (رامهرمز)
حاجی‌آباد (رامهرمز)، روستایی از توابع بخش مرکزی شهرستان رامهرمز در استان خوزستان ایران است.

## جمعیت
این روستا در دهستان ابوالفارس قرار دارد و براساس سرشماری مرکز آمار ایران در سال ۱۳۸۵، جمعیت آن ۷۲۳ نفر (۱۳۲خانوار) بوده‌است.